# Andora w Konkursie Piosenki Eurowizji
Andora uczestniczyła w Konkursie Piosenki Eurowizji od 2004 do 2009. Za przygotowania do konkursu w kraju odpowiedzialny był andorski nadawca publiczny Ràdio i Televisió d’Andorra (RTVA).
W historii startów Andora nigdy nie zakwalifikowała się do finału konkursu. Najlepszym wynikiem kraju było 12. miejsce zajęte przez zespół Anonymous w półfinale 52. Konkursu Piosenki Eurowizji w 2007. W 2010 nadawca RTVA wycofał się z udziału w konkursie, a rok później rozważał rezygnację z członkostwa w Europejska Unia Nadawców (EBU), czym uniemożliwiłby sobie m.in. udział w kolejnych konkursach. W 2012 ogłosił pozostanie w organizacji, nie wykazał jednak zainteresowania powrotem do konkursu.

## Historia Andory w Konkursie Piosenki Eurowizji

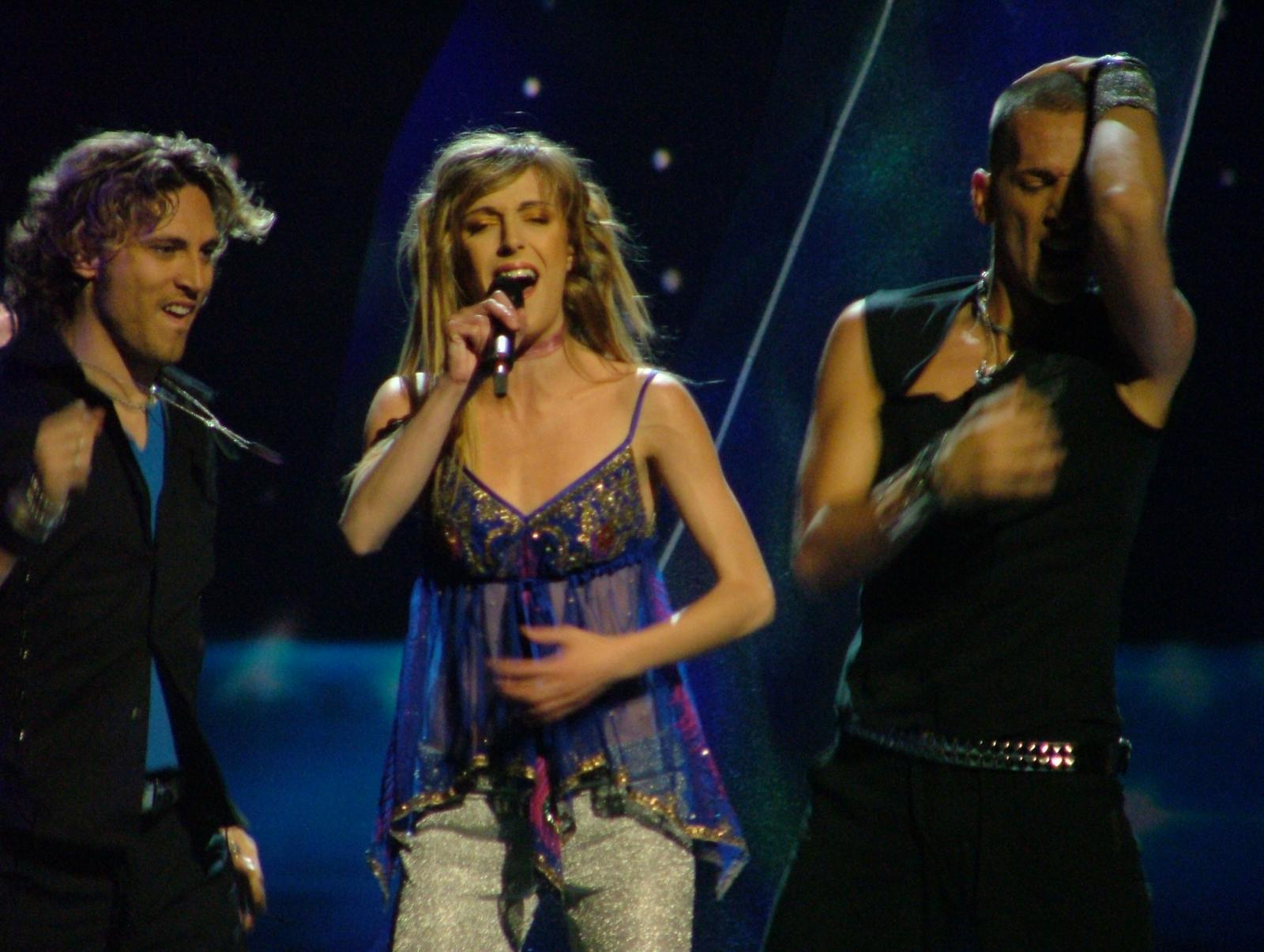
Marta Roure podczas występu w półfinale 49. Konkursu Piosenki Eurowizji, maj 2004

Andorski nadawca publiczny Ràdio i Televisió d’Andorra (RTVA) został aktywnym członkiem Europejskiej Unii Nadawców (EBU) w 2002.
W maju 2003 zaczęły pojawiać się pierwsze doniesienia o potencjalnym debiucie kraju w 49. konkursie. W lipcu nadawca zapowiedział przygotowanie wieloetapowego procesu wyboru reprezentanta kraju. W grudniu telewizja zorganizowała przesłuchania do konkursu 12 punts, który składał się z sześciu koncertów ćwierćfinałowych (które odbyły się 18 i 25 stycznia oraz 1, 8, 15 i 22 lutego), dwóch półfinałowych (1 i 8 marca) oraz finału, który został rozegrany 15 marca. Do stawki konkursowej dopuszczono dwóch kandydatów: Martę Roure oraz żeński duet Bis a Bis. W rundach ćwierćfinałowych każdy z uczestników zaprezentował łącznie po sześć piosenek; Roure zaśpiewała utwory „Jugarem a estimar-nos”, „Vine”, „Terra”, „Crec”, „Em quedarà” i „No és nou”, a Bis a Bis – „Confia en mi”, „No esperis amor”, „El destí”, „Anem cap al nord”, „Si et perds” i „És que si”. W każdym z sześciu ćwierćfinałów do kolejnego etapu kwalifikował się jeden utwór, który zdobył większe poparcie komisji jurorskiej oraz telewidzów z Andory i Katalonii. Do półfinału trafiły propozycje: „No és nou”, „Terra”, „Em quedarà”, „Jugarem a estimar-nos” i „Crec” wykonane w kolejnych rundach przez Roure oraz piosenka „Vine” przypisana wówczas dla grupy Bis a Bis. Wówczas każdy z kandydatów zaprezentował solowo po dwa utwory, a dwa pozostałe („Em quedarà” w pierwszym i „Crec” w drugim półfinale) – razem. Do finału zakwalifikowano dwie najwyżej ocenione propozycje – „Terra” i „Jugarem a estimar-nos”. W finale uczestnicy zaprezentowali własną wersję obu kompozycji. Największe poparcie zdobyła piosenka „Jugarem a estimar-nos”, a w głosowaniu na reprezentanta kraju wygrała Roure. 5 maja rozpoczęła próby do występu w konkursie. Tydzień później zaprezentowała się w półfinale konkursu i zajęła w nim osiemnaste miejsce z 12 punktami na koncie (wszystkie od Hiszpanii), przez co nie awansowała do finału.
W październiku 2004 krajowy nadawca potwierdził udział w 50. Konkursie Piosenki Eurowizji. W tym czasie przedstawiciel stacji ogłosił, że reprezentant zostanie wybrany za pomocą krajowych selekcji Eurocàsting 2005. W pierwszym etapie eliminacji stacja wybrała trzydziestu sześciu półfinalistów eliminacji, spośród których telewidzowie wybrali 16 uczestników kolejnej rundy selekcji za pomocą głosowania telefonicznego i SMS-owego. Zostali nimi: Susanna Gómez, Anna Madeira, Bàrbara Escudero, Isthar Ruiz, Marta Mas, Francesc Leiva, Letícia Sánchez, M. Carme Puig, Mar Capdevila, Julio Barrero, Julià Alaez, Marie Ann Van de Wal, Laura Rodríguez, Francesca Gutiérrez, Marta Dallerés i Juanjo García. 10 grudnia podczas programu Diagonal ogłoszono, że finalistami konkursu zostali: Isthar Ruiz, Mar Capdevila i Marie Ann van de Wal. 19 stycznia 2005 odbył się koncert finałowy selekcji, który poprowadzili Meri Picart i Josep Lluís Trabal. W trakcie programu każdy z uczestników zaśpiewał po dwie piosenki, a największe poparcie zdobyła Marian van de Wal, która zdobyła łącznie trzy punkty i zremisowała z inną uczestniczką, Marą Capdevilą. Ówczesny regulamin konkursu stanowił, że o ostatecznych wynikach decyduje głos najmłodszego członka komisji, dzięki czemu to van de Wal wygrała prawo reprezentowania kraju podczas Konkursu Piosenki Eurowizji organizowanego w Kijowie. Trzy dni później w Sant Julià de Lòria odbył się specjalny koncert, w trakcie którego został wybrany konkursowy utwór dla piosenkarki. Arystka zaprezentowała wówczas trzy propozycje: „La mirada interior”, „No Demanis” i „Dóna'm la pau”. Największe poparcie jurorów i telewidzów zdobyła katalońskojęzyczny utwór „La mirada interior”, który napisali Rafah Tanit, Daniel Aragay i Rafa Fernández. Po wygranej w selekcjach krajowe media krytykowały wyniki oraz wybór holenderskiej Marian van de Wal na reprezentantkę Andory, w przeciwieństwie do mediów z Holandii, które chwaliły wybór. Sam utwór opisywany był jako „chwytliwy, ale staromodny”. Piosenkarka wyruszyła w europejską trasę promocyjną, obejmującą występy w Holandii, Belgii, Hiszpanii, we Francji, na Cyprze i Malcie. 19 maja wystąpiła w półfinale 50. Konkursu Piosenki Eurowizji, zajęła 23. miejsce po uzyskaniu 27 punktów, przez co nie awansowała do finału konkursu. Podczas występu na scenie wokalnie wsparła ją Anabel Conde, zdobywczyni drugiego miejsca dla Hiszpanii podczas konkursu w 1995.
W 2006 andorska stacja oddelegowała swojego reprezentanta na 51. Konkurs Piosenki Eurowizji w Atenach. W przeciwieństwie do poprzednich lat, tym razem przedstawiciel kraju został wybrany wewnętrznie przez władze RTVA. Spośród 44 kandydatów na reprezentantkę została wybrana Jennifer „Jenny” Serrano z piosenką „Sense tu”. 18 maja piosenkarka wystąpiła w półfinale konkursu jako czwarta w kolejności. Zdobyła łącznie 8 punktów (wszystkie z Hiszpanii) i zajęła ostatnie, 23. miejsce, nie zdobywając awansu do finału.

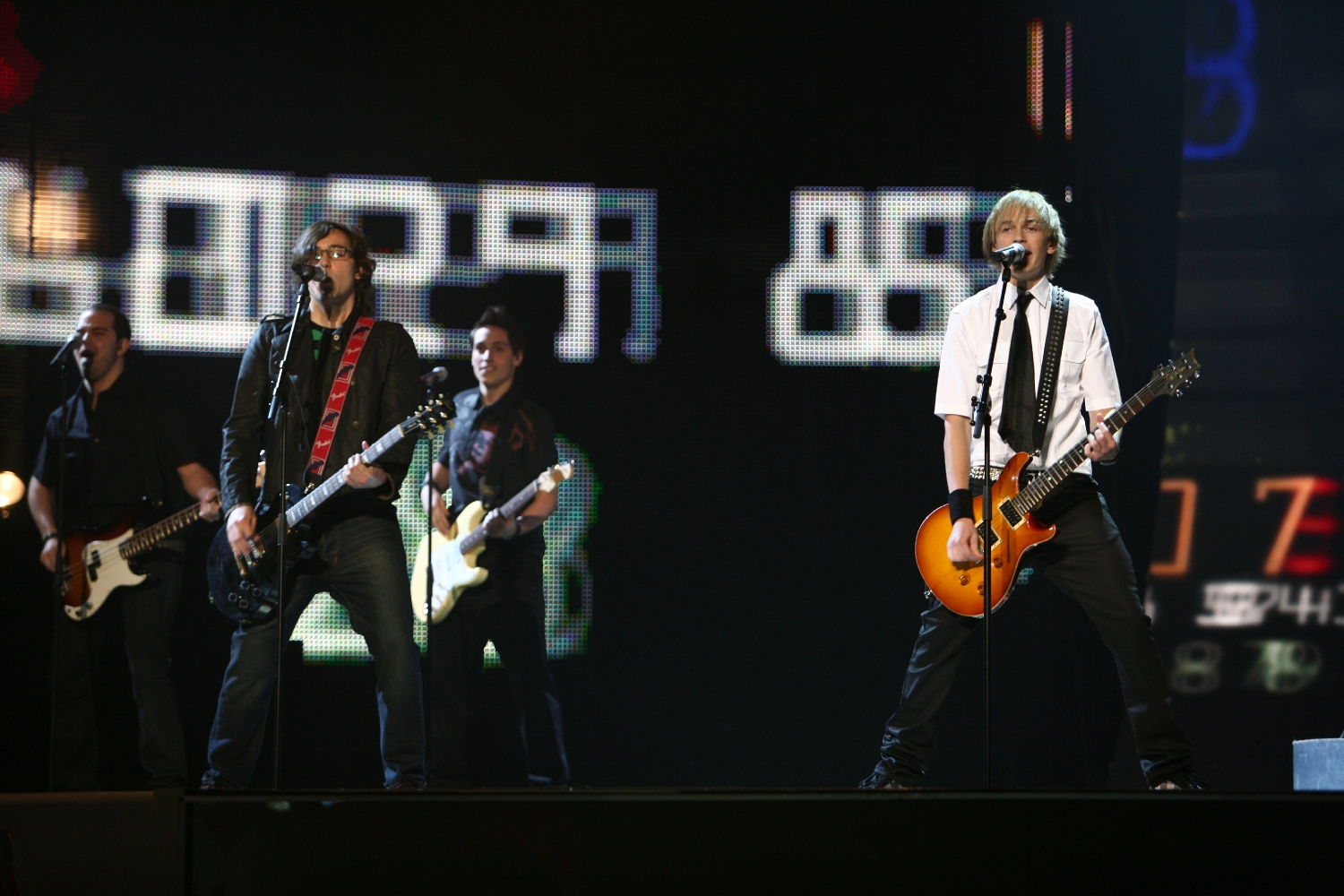
Anonymous podczas występu w półfinale 53. Konkursu Piosenki Eurowizji, maj 2007

W grudniu 2006 andorska telewizja potwierdziła udział w 52. Konkursie Piosenki Eurowizji w Helsinkach. Reprezentant kraju został wyłoniony poprzez wewnętrzne eliminacje Projecte Eurovisió, został nim punkowy zespół Anonymous z utworem „Salvem el món (Let’s Save the World)”. Piosenka miała swoją premierę 1 marca podczas gali telewizyjnej, organizowanej w Auditori Claror del Centre Cultural i de Congressos Lauredià w Sant Julià de Lòria. 10 maja zespół wystąpił w półfinale konkursu z dwudziestym pierwszym numerem startowym. Zdobył łącznie 80 punktów, w tym m.in. maksymalną notę 12 punktów z Hiszpanii, i zajął dwunaste miejsce, nie zdobywając awansu do finału.
Po niezakwalifikowaniu się Andory do finału Konkursu Piosenki Eurowizji w 2007, andorskie media spekulowały o chęci wycofania się krajowej telewizji z udziału w kolejnym konkursie. Ostatecznie stacja potwierdziła wysłanie reprezentanta na 53. Konkurs Piosenki Eurowizji w Belgradzie i ogłosiła, że przedstawiciel kraju ponownie zostanie wybrany wewnętrznie przez władze telewizji. Na początku listopada dziennik „Diari d’ Andorra” ogłosił, jakoby reprezentantką Andory miała zostać Gisela, co zostało potwierdzone w grudniu przez telewizję RTVA podczas konferencji prasowych z udziałem piosenkarki. Jej utworem konkursowym została piosenka „Casanova”, opisywana przez wykonawczynię jako „bardzo rytmiczna i magiczna”, a także „nowoczesna i zaskakująca”. 20 maja wystąpiła z 12. numerem startowym w pierwszym półfinale konkursu. Zdobyła łącznie 22 punkty, w tym maksymalną notę 12 punktów od Hiszpanii, i zajęła 16. miejsce, przez co nie awansowała do finału. Za choreografię andorskiego występu odpowiadał José Cruz.

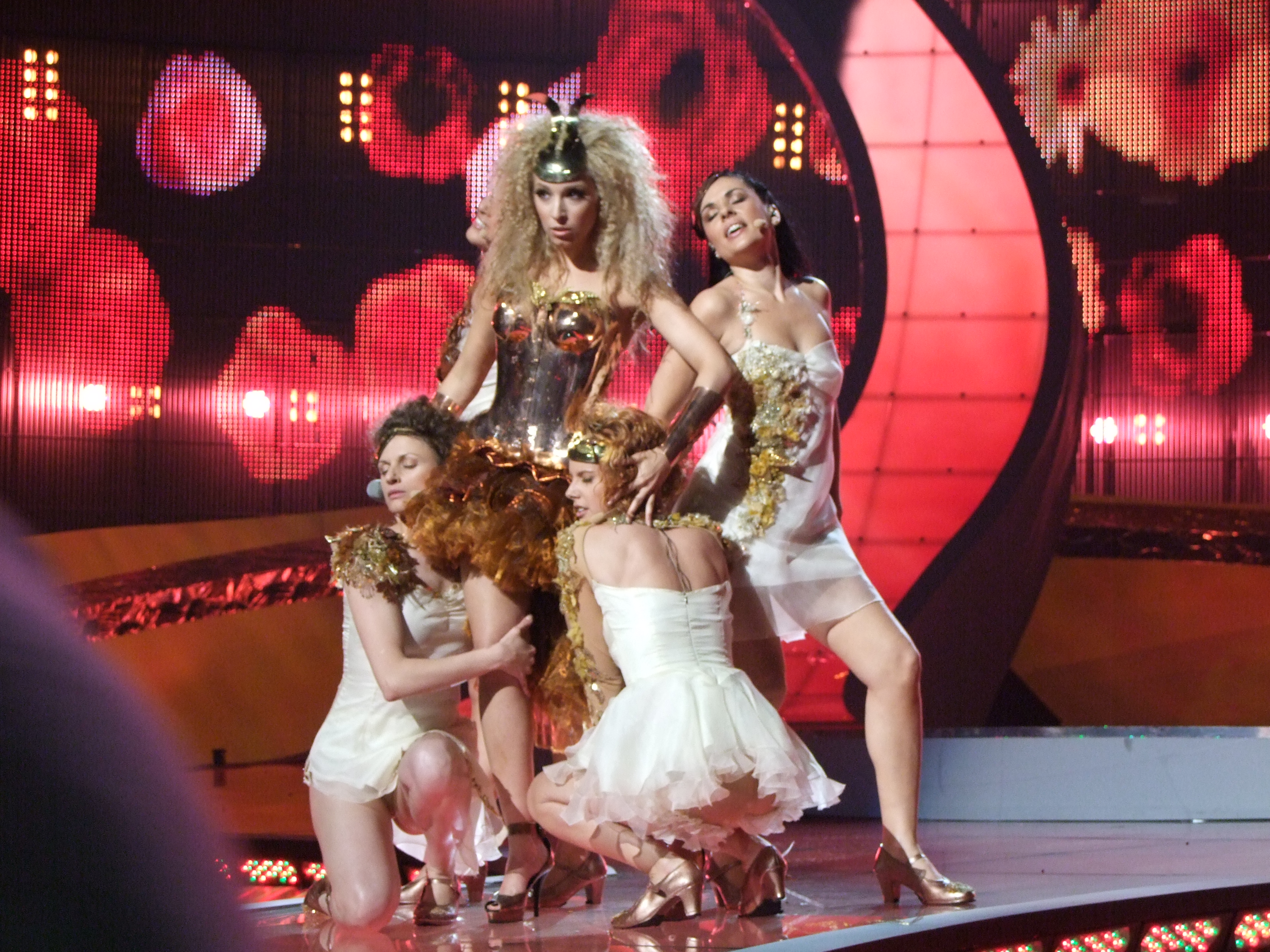
Gisela w trakcie występu w półfinale 53. Konkursu Piosenki Eurowizji, maj 2008

We wrześniu 2008 telewizja RTVA potwierdziła udział w 54. Konkursie Piosenki Eurowizji w Moskwie. Zapowiedziała też, że w przeciwieństwie do poprzednich lat, zorganizuje krajowe eliminacje, mające wyłonić reprezentanta kraju w konkursie. 24 października stacja rozpoczęła nabór do selekcji, który zakończył się 1 grudnia. Do siedziby nadawcy trafiło łącznie 107 zgłoszeń. Choć pierwotnie telewizja zapowiadała przygotowanie kilku widowisk selekcyjnych, ostatecznie zorganizowała jedynie krajowy finał. 13 grudnia ujawniła listę finalistów, który zostali: Susanne Georgi, Marc Durandeau i Marc Canturri oraz Lluís Cartes. Pod koniec miesiąca ogłoszono dyskwalifikację duetu Durandeau-Canturri z powodów regulaminowych (udział ich utworu „Estrelles d’or” w hiszpańskich eliminacjach eurowizyjnych w 2008). Nowym finalistą selekcji został Mar Capdevilla. 14, 21 i 28 stycznia wyemitowano specjalne programy telewizyjne Passaport a Moscou, przedstawiające sylwetki finalistów oraz ich konkursowe pioseki. 4 lutego w Apolo Andorra Hall w Andorze odbył się finał selekcji, który poprowadziła Meri Picart. Wygrała je Susanne Georgi z piosenką „La teva decisió (Get a Life)”, zdobywając 47% poparcia jurorów i 66% głosów telewidzów. Za udział w konkursie stacja RTVA zapłaciła 140 tys. dolarów.
W sierpniu 2009 pojawiły się pogłoski, jakoby z powodu redukcji budżetu telewizji RTVA, stacja nie wyśle swojego reprezentanta na 55. Konkurs Piosenki Eurowizji w Oslo. Pomimo wstępnej deklaracji udziału w konkursie, w grudniu stacja ogłosiła wycofanie się z rywalizacji. Od tamtej pory nie powrócił do konkursu.

## Uczestnictwo
Andora uczestniczyła w Konkursie Piosenki Eurowizji w latach 2004–2009. Poniższa tabela uwzględnia nazwiska wszystkich andorskich reprezentantów, tytuły konkursowych piosenek oraz wyniki w poszczególnych latach.
| Rok                        | Artysta           | Piosenka                               | Język                 | Finał   | Finał  | Półfinał | Półfinał |
| Rok                        | Artysta           | Piosenka                               | Język                 | Miejsce | Punkty | Miejsce  | Punkty   |
| -------------------------- | ----------------- | -------------------------------------- | --------------------- | ------- | ------ | -------- | -------- |
| 2004                       | Marta Roure       | „Jugarem a estimar-nos”                | kataloński            | –       | –      | 18       | 12       |
| 2005                       | Marian van de Wal | „La mirada interior”                   | kataloński            | –       | –      | 23       | 27       |
| 2006                       | Jenny             | „Sense tu”                             | kataloński            | –       | –      | 23       | 8        |
| 2007                       | Anonymous         | „Salvem el món (Let’s Save the World)” | kataloński, angielski | –       | –      | 12       | 80       |
| 2008                       | Gisela            | „Casanova”                             | kataloński, angielski | –       | –      | 16       | 22       |
| 2009                       | Susanne Georgi    | „La teva decisio”                      | kataloński, angielski | –       | –      | 15       | 8        |
| Brak reprezentanta od 2010 |                   |                                        |                       |         |        |          |          |

## Historia głosowania w finale (2004–2009)
Poniższa tabela pokazuje, którym krajom Andora przyznała w finale najwięcej punktów.
| Kraje, którym Andora przyznała najwięcej punktów: \| L.p. \| Kraj \| Punkty \| \| ---- \| --------- \| ------ \| \| 1 \| Hiszpania \| 60 \| \| 2 \| Ukraina \| 33 \| \| 3 \| Francja \| 26 \| \| 4 \| Finlandia \| 21 \| \| 4 \| Grecja \| 21 \| | Andora nigdy nie zakwalifikowała się do finału. | Legenda: 1. miejsce 2. miejsce 3. miejsce |
| L.p. | Kraj                                            | Punkty                                    |
| 1 | Hiszpania                                       | 60                                        |
| 2 | Ukraina                                         | 33                                        |
| 3 | Francja                                         | 26                                        |
| 4 | Finlandia                                       | 21                                        |
| 4 | Grecja                                          | 21                                        |